# مهرجان القاهرة الدولي لسينما المرأة
مهرجان القاهرة الدولي لسينما المرأة ((بالإنجليزية: Cairo International Women's Film Festival)‏) هو مبادرة أطلقتها مجموعة نساء لطرح الأفلام المستقلة التي صنعتها نساء من مصر وكافة بلاد العالم.

## الأهداف
يهدف المهرجان إلى تقديم أعمال النساء لا الأعمال التي تتمحور حولهن أو حول قضاياهن. وهو يشكل نقطة التقاء بين الجمهور والمخرجات لمناقشة أفلامهن. لتلك الغاية تحرص مؤسسة المهرجان والقائمات عليه على أن يكون حضور عروض الأفلام مجانيا وأن تكون مترجمة إلى العربية والإنجليزية وعلى دعوة عددا من صانعات الأفلام اللواتي تُعرض أفلامهن ضمن المهرجان.

## البداية
ظهر المهرجان للمرة الأولى عام 2008 في صورة قافلة سينما المرأة العربية واللاتينية أو بين سينمائيات التي كانت—ولا تزال—تطوف العالم العربي وأمريكا اللاتينية. تطور المهرجان بالتدريج ليصبح مهرجان القاهرة الدولي لسينما المرأة الذي تشكل القافلة قسما من أقسامه المتعددة.

## الأقسام والأنشطة
ورشة الدقيقة الواحدة هي أحد أعمدة المهرجان وهي ورشة تديرها مؤسسة المهرجان المخرجة أمل رمسيس وتدرب فيها نساء لم يسبق لهن التصوير بشكل احترافي على كتابة وتمثيل وتصوير وإخراج أفلاما قصيرة لا تجاوز مدتها دقيقة واحدة وتتمحور حول موضوع محدد مسبقا. تقام هذه الورشة في مدن وبلدات عربية ولاتينية وتعرض الأفلام الناتجة عنها ضمن قافلة سينما المرأة العربية واللاتينية.
تأتي كل دورة من دورات المهرجان بمجموعة أقسام جديدة، غير أن القافلة هي قسم أساسي. يحتفي المهرجان أيضا في كل دورة بإحدى صانعات الأفلام البارزات في العالم بعرض مجموعة مختارة من أفلامها ودعوتها لحضور فاعليات المهرجان وعقد جلسات نقاشية وندوات لتيسير التفاعل بينها وبين جمهور المهرجان. كما يتكرر ظهور أقسام البرنامج الدولي والبلد الضيف والمهرجان الضيف في بعض الدورات.

## الجوائز
يمنح المهرجان جائزة واحدة هي جائزة الجمهور. يتم اختيار الفيلم الفائز عبر التصويت العام. وفيما يلي بعض الأفلام التي حصلت على الجائزة:
- 2017: الفيلم الروائي القصير آية والبحر لمخرجته مريم التوزاني
- 2016: الفيلم الوثائقي الطويل رحلة في الرحيل لمخرجته هند شوفاني[6]
- 2014: مناصفةً الفيلم الروائي القصير يد اللوح لمخرجته كوثر بن هنية والفيلم الطويل المهنة: مخرجة أفلام وثائقية وهو عمل مشترك بين سبع مخرجات[7]
- 2013: الفيلم الروائي الطويل مدينة صامتة لمخرجته تريز آنا[8]

## روابط خارجية
- الموقع الرسمي لمهرجان القاهرة الدولي لسينما المرأة
- هكذا كان مهرجان القاهرة الدولي التاسع لسينما المرأة

‌